# Wereldkampioenschappen klifduiken 2013
De wereldkampioenschappen klifduiken 2013 werden van 29 t/m 31 juli 2013 gehouden in Port Vell, Barcelona, Spanje. Het toernooi was een integraal onderdeel van de wereldkampioenschappen zwemsporten 2013. Het was voor het eerst dat klifduiken op het programma stond.

## Programma
| V | Voorronde | Goud | Finale |

| 27 m toren (m) |  |  |      |      | Goud | Goud |  |
|                |  |  |      |      |      |      |  |
| 20 m toren (v) |  |  | Goud | Goud |      |      |  |
| Totaal         |  |  | 1    | 1    | 1    | 1    |  |

## Medailles
| Onderdeel      | Goud | Goud            | Zilver | Zilver       | Brons | Brons            |
| -------------- | ---- | --------------- | ------ | ------------ | ----- | ---------------- |
| 27 m toren (m) | COL  | Orlando Duque   | GBR    | Gary Hunt    | MEX   | Jonathan Paredes |
| 20 m toren (v) | USA  | Cesilie Carlton | USA    | Ginger Huber | GER   | Anna Bader       |

### Medailleklassement
| Plaats | Land                | Goud | Zilver | Brons | Totaal |
| 1      | Verenigde Staten    | 1    | 1      | 0     | 2      |
| 2      | Colombia            | 1    | 0      | 0     | 1      |
| 3      | Verenigd Koninkrijk | 0    | 1      | 0     | 1      |
| 4      | Duitsland           | 0    | 0      | 1     | 1      |
| 4      | Mexico              | 0    | 0      | 1     | 1      |
| Totaal | Totaal              | 2    | 2      | 2     | 6      |

## Uitslagen

### Mannen
De eerste twee ronden vonden plaats op 29 juli, de resterende drie ronden op 31 juli.
| Plaats | Sporter | Sporter             | 1e ronde | 2e ronde | 3e ronde | 4e ronde | 5e ronde | Totaal |
| ------ | ------- | ------------------- | -------- | -------- | -------- | -------- | -------- | ------ |
| Goud   | COL     | Orlando Duque       | 106.40   | 110.70   | 100.70   | 129.60   | 142.80   | 590.20 |
| Zilver | GBR     | Gary Hunt           | 106.40   | 106.60   | 102.60   | 170.10   | 103.60   | 589.30 |
| Brons  | MEX     | Jonathan Paredes    | 102.60   | 110.70   | 102.60   | 129.85   | 132.60   | 578.35 |
| 4      | CZE     | Michal Navrátil     | 102.60   | 104.55   | 98.80    | 115.15   | 119.60   | 540.70 |
| 5      | GBR     | Matthew Cowen       | 95.00    | 102.50   | 96.90    | 135.20   | 110.00   | 539.60 |
| 6      | RUS     | Artem Silchenko     | 95.00    | 120.95   | 102.60   | 128.80   | 73.20    | 520.55 |
| 7      | UKR     | Anatoliy Shabotenko | 85.50    | 73.80    | 102.60   | 127.50   | 109.20   | 498.60 |
| 8      | POL     | Kris Kolanus        | 85.50    | 67.65    | 88.20    | 107.80   | 120.00   | 469.15 |
| 9      | USA     | Steve Lobue         | 102.60   | 98.40    | 70.30    | 79.30    | 95.20    | 445.80 |
| 10     | GBR     | Blake Aldridge      | 83.60    | 90.20    | 91.20    | 91.35    | 86.80    | 443.15 |
| 11     | USA     | Kent DeMond         | 85.50    | 86.10    | 85.50    | 88.20    | 75.40    | 420.70 |
| 12     | FRA     | Cyrille Oumedjkane  | 62.70    | 92.25    | 79.80    | 93.60    | 75.00    | 403.35 |
| 13     | MEX     | Jorge Ferzuli       | 83.60    | 12.00    | 64.80    | 95.00    | 100.80   | 356.20 |

### Vrouwen
De drie ronden vonden plaats op 30 juli.
| Plaats | Sporter | Sporter           | 1e ronde | 2e ronde | 3e ronde | Totaal |
| ------ | ------- | ----------------- | -------- | -------- | -------- | ------ |
| Goud   | USA     | Cesilie Carlton   | 54.60    | 72.85    | 84.15    | 211.60 |
| Zilver | USA     | Ginger Huber      | 62.40    | 79.05    | 65.25    | 206.70 |
| Brons  | GER     | Anna Bader        | 65.00    | 72.60    | 66.30    | 203.90 |
| 4      | CAN     | Stephanie de Lima | 50.70    | 71.40    | 60.45    | 182.55 |
| 5      | USA     | Tara Hyer Tira    | 62.40    | 57.40    | 57.40    | 177.20 |
| 6      | UKR     | Diana Tomilina    | 42.90    | 74.25    | 36.80    | 153.95 |

Barcelona 2013 ·
Kazan 2015 ·
Boedapest 2017 ·
Gwangju 2019 ·
Fukuoka 2023 ·
Doha 2024
High diving · Openwaterzwemmen · Schoonspringen · Synchroonzwemmen · Waterpolo · Zwemmen